# Centralna Biblioteka Narodowa we Florencji
Centralna Biblioteka Narodowa we Florencji (Biblioteca Nazionale Centrale di Firenze) – jedna z włoskich bibliotek narodowych, której zadaniem jest zachowanie włoskiego dziedzictwa narodowego.

## Historia
Ze względów historycznych (zjednoczenie miało miejsce w 1861 roku) we Włoszech aż 10 bibliotek pełni funkcję bibliotek narodowych. Są to: Biblioteca Nazionale Centrale di Roma, Biblioteca Nazionale Centrale di Firenze, Biblioteca Nazionale Sagarigga Visconti di Bari, Biblioteca Nazionale di Coscenza, ‒ Biblioteca Nazionale di Potenza,  Biblioteca Nazionale Braidese di Milano,  Biblioteca Nazionale Vittorio Emmanuele di Napoli,  Biblioteca Nazionale Marziana di Venezia, Biblioteca Nazionale di Macerata,  Biblioteca Nazionale Universitaria di Torino. Dwie z nich: Centralna Biblioteka Narodowa w Rzymie i Centralna Biblioteka Narodowa we Florencji pełnią rolę bibliotek centralnych i ich zadaniem jest zachowanie dziedzictwa narodowego, mają prawo do otrzymywania egzemplarza obowiązkowego oraz są zobowiązane do tworzenia i publikowania bibliografii narodowej.
W 1714 roku Antonio Magliabecchi, uczony i bibliotekarz Kosmy III podarował Florencji swoją licząca 30 000 tomów bibliotekę. Aby rozbudowywać jej zbiory od 1737 biblioteka otrzymywała 1 kopię wszystkich wydawnictw we Florencji, a od 1743 wydawnictw z terenu Wielkiego Księstwa Toskanii. W 1747 jej zbiory udostępniono czytelnikom. W 1861 roku do zbiorów włączono Biblioteką Palatynatu i dodano do nazwy narodowa, a w 1885 roku centralna. Od 1870 roku biblioteka miała prawo do egzemplarza obowiązkowego z terenu Włoch.

## Budynek
Początkowo zbiory przechowywano w pałacu Uffizi. W 1911 roku rozpoczęto prace nad budową nowego budynku dla biblioteki. Projekt przygotował Cesare Bazzani. W 1935 roku biblioteka przeniosła się do nowego budynku. Mieści się on nad brzegiem rzeki Arno, obok kościoła Santa Croce, dlatego w 1966 roku powódź uszkodziła jedną trzecią zbiorów.

## Zbiory
Biblioteka od XVIII wieku miała prawo do egzemplarza obowiązkowego. W 1939 roku wprowadzono we Włoszech ustawę Norme per la consegna di esemplari degli stampati e delle publicazioni (Zasady przekazywania egzemplarzy druków i publikacji), która zobowiązywała drukarzy do bezpłatnego przekazywania 5 egzemplarzy obowiązkowych. Ustawa, modyfikowana w 1945 roku, przetrwała do kwietnia 2004 roku gdy wprowadzono Norme relative al deposito legale dei documenti di interesse culturali destinati all’uso pubblico (Zasady dotyczące egzemplarza obowiązkowego dokumentów o znaczeniu kulturalnym przeznaczonych do użytku publicznego). Wprowadzono zmiany: obowiązek przekazywania egzemplarzy przeszedł na wydawców, ograniczono liczbę egzemplarzy do czterech, w tym 2  są przekazywane do centralnych, a pozostałe trafiają do bibliotek regionalnych. Ustawą zostały również objęte czasopisma, mapy, atlasy, druki muzyczne, druki ulotne, płyty i inne.
W 2016 roku zbiory biblioteki we Florencji liczyły: 7 000 000 publikacji drukowanych, ponadto około 25 000 rękopisów, 3716 inkunabułów oraz 29 123 starodruki z XVI wieku.